# Немково (Псковская область)
Немково — деревня в Великолукском районе Псковской области России. Входит в состав сельского поселения «Лычёвская волость».
Расположена на северном побережье озера Залежа или Немковское, в 16 км к юго-востоку от центра города Великие Луки.

## Население
Численность населения по оценке на 2000 год составляла 4 жителей, на 2010 год — 3 жителей.